# Targa Florio 1930
La Targa Florio 1930 (XXI Targa Florio) est un Grand Prix qui s'est tenu sur le circuit moyen des Madonies en utilisant les routes de Sicile le 4 mai 1930.

## Ordre de départ
| Pos. | no | Pilote          | Châssis    | Heure du départ |
| ---- | -- | --------------- | ---------- | --------------- |
| 1    | 2  | Borzacchini     | Maserati   | 9 h 0           |
| 2    | 4  | Morandi         | OM         | 9 h 3           |
| 3    | 6  | Divo            | Bugatti    | 9 h 6           |
| 4    | 10 | Maggi           | Alfa Romeo | 9 h 9           |
| 5    | 12 | Minoia          | OM         | 9 h 12          |
| 6    | 14 | Arcangeli       | Maserati   | 9 h 15          |
| 7    | 18 | D'Ippolito      | Alfa Romeo | 9 h 18          |
| 8    | 20 | E. Maserati     | Maserati   | 9 h 21          |
| 9    | 22 | Chiron          | Bugatti    | 9 h 24          |
| 10   | 24 | Ruggeri         | OM         | 9 h 27          |
| 11   | 26 | Balestrero      | OM         | 9 h 30          |
| 12   | 30 | Varzi           | Alfa Romeo | 9 h 33          |
| 13   | 34 | Bittmann        | Bugatti    | 9 h 36          |
| 14   | 40 | Nuvolari        | Alfa Romeo | 9 h 39          |
| 15   | 42 | Grover-Williams | Bugatti    | 9 h 42          |
| 16   | 44 | Campari         | Alfa Romeo | 9 h 45          |
| 17   | 46 | Conelli         | Bugatti    | 9 h 48          |

## Classement de la course

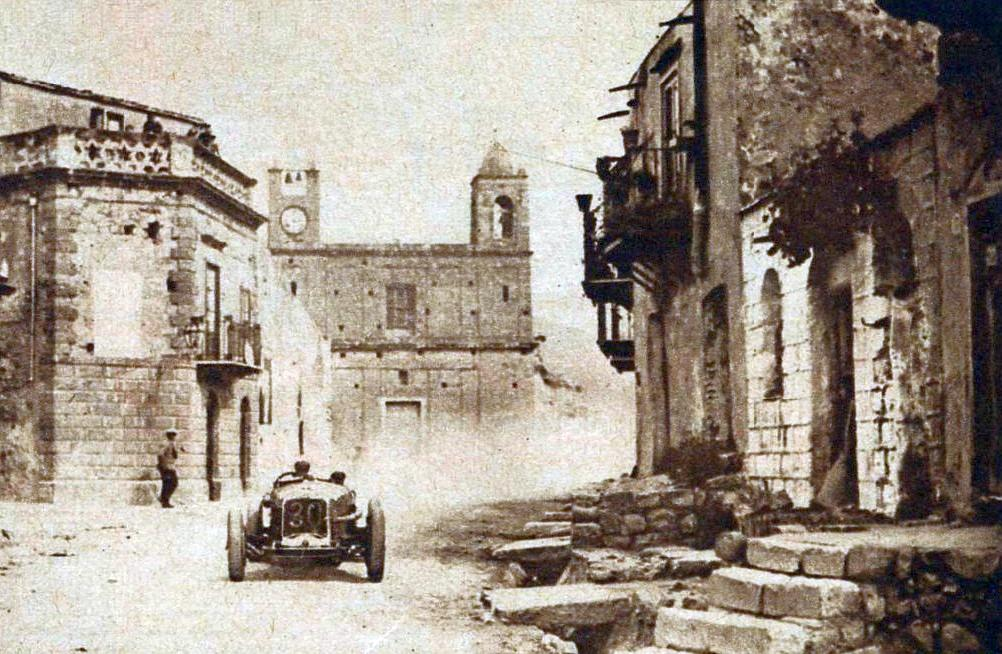
Achille Varzi, vainqueur de la Targa Florio en 1930, traversant Campo Felice.

| Pos  | no | Pilote                              | Écurie                     | Châssis               | Tours | Temps/Abandon                   | Départ |
| ---- | -- | ----------------------------------- | -------------------------- | --------------------- | ----- | ------------------------------- | ------ |
| 1    | 30 | Achille Varzi                       | SA Alfa Romeo              | Alfa Romeo P2         | 5     | 6 h 55 min 16 s 8 (78,019 km/h) | 12     |
| 2    | 22 | Louis Chiron                        | Automobiles Ettore Bugatti | Bugatti Type 35B      | 5     | + 1 min 48 s 8                  | 9      |
| 3    | 46 | Caberto Conelli                     | Automobiles Ettore Bugatti | Bugatti Type 35B      | 5     | + 7 min 56 s 2                  | 17     |
| 4    | 44 | Giuseppe Campari                    | SA Alfa Romeo              | Alfa Romeo 6C 1750 GS | 5     | + 8 min 37 s 2                  | 16     |
| 5    | 40 | Tazio Nuvolari                      | SA Alfa Romeo              | Alfa Romeo 6C 1750 GS | 5     | + 17 min 45 s 0                 | 14     |
| 6    | 4  | Giuseppe Morandi                    | Officine Meccaniche SA     | OM 665                | 5     | + 23 min 14 s 8                 | 2      |
| 7    | 42 | William Grover-Williams Albert Divo | Automobiles Ettore Bugatti | Bugatti Type 35B      | 5     | + 24 min 34 s 4                 | 15     |
| 8    | 20 | Ernesto Maserati                    | Officine Alfieri Maserati  | Maserati Tipo 26 B    | 5     | + 33 min 56 s 0                 | 8      |
| 9    | 18 | Guido D'Ippolito                    | Privé                      | Alfa Romeo 6C 1500    | 5     | + 34 min 1 s 2                  | 7      |
| 10   | 12 | Ferdinando Minoia                   | Officine Meccaniche SA     | OM 665 S              | 5     | + 36 min 57 s 0                 | 5      |
| 11   | 2  | Baconin Borzacchini                 | Officine Alfieri Maserati  | Maserati Tipo 26 M    | 5     | + 40 min 4 s 2                  | 1      |
| 12   | 2  | Ottokar Bittmann                    | Privé                      | Bugatti Type 35C      | 5     | + 1 h 21 min 59 s 2             | 13     |
| Abd. | 24 | Amedeo Ruggeri                      | Privé                      | OM 665 S              | 3     | Mécanique                       | 10     |
| Abd. | 6  | Albert Divo                         | Automobiles Ettore Bugatti | Bugatti Type 35B      | 2     | Essieu                          | 3      |
| Abd. | 14 | Luigi Arcangeli                     | Officine Alfieri Maserati  | Maserati Tipo 26 M    | 1     | Accident                        | 6      |
| Abd. | 26 | Renato Balestrero                   | Privé                      | OM 665 S              | 0     |                                 | 11     |
| Abd. | 10 | Aymo Maggi                          | SA Alfa Romeo              | Alfa Romeo 6C 1750 GS | 0     |                                 | 4      |
| Np.  | 8  | « Pariato »                         | Privé                      | Alfa Romeo 6C 1500    |       | Non partant                     |        |
| Np.  | 16 | Pietro Ghersi                       | SA Alfa Romeo              | Alfa Romeo 6C 1750 GS |       | Pilote de réserve (Varzi)       |        |
| Np.  | 28 | « Tranchiana »                      | Privé                      | Alfa Romeo 6C 1500    |       | Non partant                     |        |
| Np.  | 32 | Archimede Rosa                      | Officine Meccaniche SA     | OM 665 S              |       | Non partant                     |        |
| Np.  | 36 | Cleto Nenzioni                      | Privé                      | Maserati Tipo 26 B    |       | Non partant                     |        |
| Np.  | 38 | Giuseppe Claves                     | Privé                      | Bugatti Type 35       |       | Non partant                     |        |
| Np.  |    | Domenico Cerami                     | Principe di Cerami         | Maserati Tipo 26      |       | Non partant                     |        |
| Np.  |    | « Alessi »                          | Privé                      | Bugatti               |       | Non partant                     |        |
| Np.  |    | « Galliera »                        | Privé                      | OM 665 S              |       | Non partant                     |        |
| Np.  |    | Luigi Fagioli                       | Officine Alfieri Maserati  | Maserati Tipo 26 B    |       | Non partant                     |        |

- Légende: Abd.=Abandon ; Np.=Non partant

## Record du tour
- Pole position :  Baconin Borzacchini (Maserati) départ à 9 h 0.
- Meilleur tour en course :  Achille Varzi (Alfa Romeo) en 1 h 21 min 21 s 6 (79,642 km/h).

## Tours en tête
- Achille Varzi : 5 tours (1-5)